# Imigração portuguesa na Argentina
Luso-argentino ou português argentino é um argentino que possui ascendência portuguesa ou um português que reside na Argentina.
Segundo dados dos consulados, a comunidade luso-argentina é de aproximadamente 12.500 a 14.000 portugueses nativos, chegando aos 30.000 cidadãos  se contarmos com os descendentes (dados de 2004).

## História

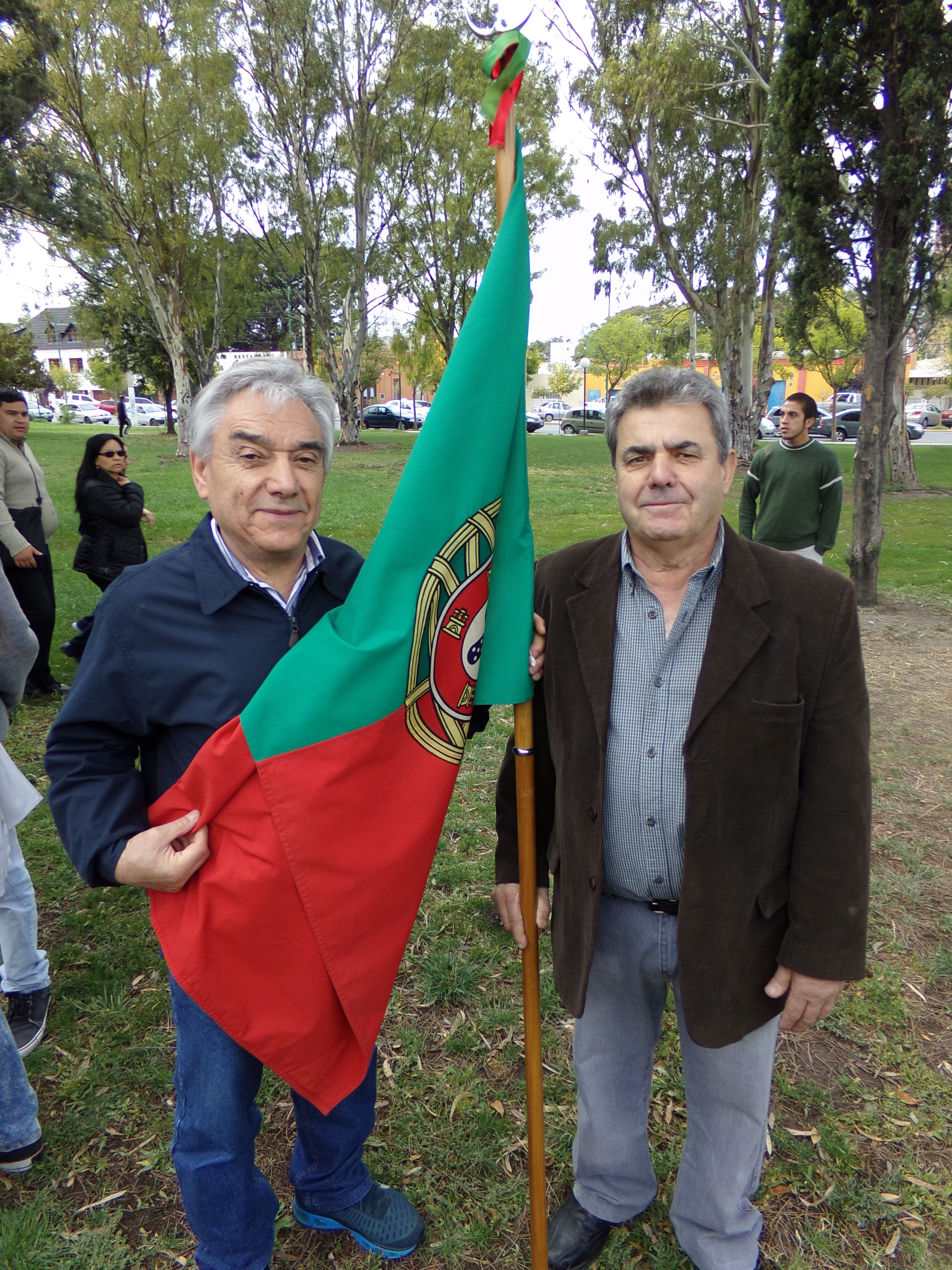
Dois luso-argentinos com a bandeira de Portugal.

Estima-se que, até finais do século XIX, os emigrantes portugueses eram sobretudo marinheiros e pequenos comerciantes, oriundos de Lisboa e Porto.
Nos inícios do século XX, os emigrantes provinham na sua maioria do Algarve e exerciam a profissão de motoristas de tróleis de Buenos Aires e, como em vagas anteriores de emigração, a profissão de marinheiros, dedicando-se à navegação de cabotagem fluvial. Esta vaga emigratória, embora pouco significativa, acabou nos anos 1950.
De 1910 a 1950 estima-se que chegaram 32.178 portugueses à Argentina, sendo que aproximadamente 33% eram oriundos do Algarve e 25% do distrito da Guarda.
A instituição portuguesa mais antiga da Argentina é o Clube Português de Buenos Aires, criado em 1918 e ainda em funcionamento.